# Ilyobates bennetti
Ilyobates bennetti är en skalbaggsart som beskrevs av Horace Donisthorpe 1914. Ilyobates bennetti ingår i släktet Ilyobates och familjen kortvingar. Arten är reproducerande i Sverige. Inga underarter finns listade i Catalogue of Life.